# Platyhypnidium malacocladum
Platyhypnidium malacocladum là một loài Rêu trong họ Brachytheciaceae. Loài này được (Cardot) Broth. miêu tả khoa học đầu tiên năm 1925.